# Ängersjö landskommun
Ängersjö landskommun var en kommun i Jämtlands län. 

## Administrativ historik
Kommunen bildades år 1925 genom en utbrytning ur Ytterhogdals landskommun. Denna hade i sin tur år 1864 överförts från Gävleborgs län.
Vid kommunreformen 1952 återförenades Ängersjö med Ytterhogdal och bildade tillsammans med Överhogdal Hogdals landskommun.
Området ingår sedan 1974 i Härjedalens kommun.